# Huánuco (província)
Huánuco é uma província do Peru localizada na região de Huánuco. Sua capital é a cidade de Huánuco.

## Distritos da província
- Amarilis
- Chinchao
- Churubamba
- Huánuco
- Margos
- Pillco Marca
- Quisqui
- San Francisco de Cayrán
- San Pedro de Chaulán
- Santa María del Valle
- Yarumayo

## Voci correlati
- Subdivisões do Peru